# 195853 Ouyangtianjing
195853 Ouyangtianjing este o planetă minoră (asteroid) din centura de asteroizi. A fost descoperită pe 18 august 2002 la Observatorul Palomar de Near Earth Asteroid Tracking. 
Obiectul prezintă o orbită caracterizată de o semiaxă mare de 3,118372521934 UAi, o excentricitate de 0,13661562711976, o înclinație de 4,7566760972985 ° în raport cu ecliptica.